# Eigentliche Sackspinnen
Die Eigentlichen Sackspinnen (Clubiona) sind die artenreichste Gattung in der Familie der Sackspinnen (Clubionidae). Die Gattung umfasst aktuell weltweit 501 Arten (Stand: Juli 2020).
In Mitteleuropa sind mindestens 27 Arten heimisch, die in mittlerer Häufigkeit vorwiegend die Kraut- und Strauchschicht, seltener die Kronenschicht verschiedener Biotope besiedeln. Zu den häufigeren Arten in Mitteleuropa zählen Clubiona comta, die Schilfsackspinne (Clubiona phragmitis), Clubiona reclusa, die Sumpfsackspinne (Clubiona stagnatilis) und Clubiona terrestris.

## Beschreibung und Lebensweise
Die drei bis zehn Millimeter kleinen Tiere sind nachtaktive Jäger. Nachts streifen sie in der Krautschicht relativ weit umher und schleichen sich geschickt an ihre Beute an. Daher brauchen diese „Zwei-Klauen-Spinnen“ keine Fangnetze, sondern verwenden ihre Spinnseide, um taschenförmige Behausungen aus Pflanzenteilen herzustellen, in die sie sich tagsüber zurückziehen. Einige Arten bevorzugen aber auch Erdhöhlen oder ziehen sich unter lose Rinde (Clubiona comta), Bodenstreu des Waldes oder unter Steine (Clubiona terrestris) zurück. Sackspinnen stellen auffällige Taschen für ihre Eikokons her. Die Ausprägung der Tarsalklauen (siehe: Dionycha) macht sie ähnlich den Springspinnen (Salticidae) zu guten Kletterern, die teilweise auch in der Kronenschicht von Wäldern jagen.
Einige Eigentliche Sackspinnen sind das ganze Jahr über aktiv. Ihre Aktivitätsphasen sind jedoch unterschiedlich. Sie werden meist im Frühjahr geschlechtsreif. Bei der stundenlang dauernden Paarung, der kaum Werbung vorangeht, hält das Männchen das Weibchen mit seinen auffällig längeren und nach vorn gerichteten Kieferklauen (Cheliceren) fest.
Die Weibchen fertigen entweder ein Seidenbett auf Blättern, auf das sie ihre Eier ablegen, und spinnen diesen Kokon zu oder stellen kunstvolle Taschen für ihre rötlichen Eier her. Clubiona phragmitis benutzt dazu Gräser, wie z. B. Schilfblätter, die zunächst mit den Cheliceren perforiert werden, dann geknickt oder gerollt werden und schließlich zu einem stabilen Gefäß mit der Seide zusammengesponnen werden.
Die ortsfesten Wohngespinste wie die Eikokons sind ein Bestimmungsmerkmal. In der Regel werden sie kopfüber in der Krautschicht aufgehängt. Bei Clubiona phragmitis ist das Wohngespinst röhrenförmig aus Schilfblättern hergestellt und oben und unten offen, das Eikokon jedoch wie eine dreieckige Tasche aus Schilfblättern fest verschlossen.

## Lebensräume

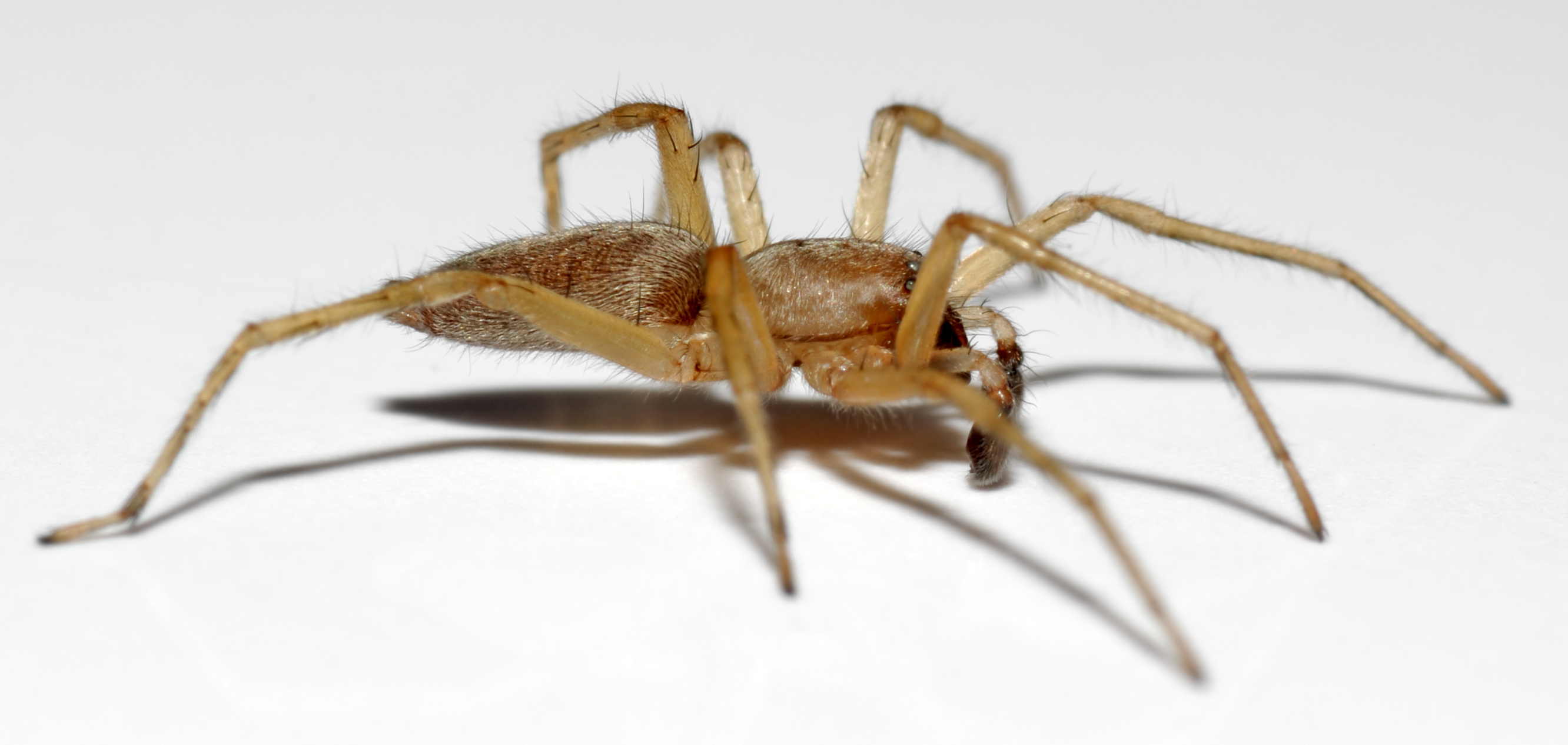
Clubiona sp., Männchen

Clubiona-Arten wurden vorwiegend in der Krautschicht in Bodennähe und seltener in der Kronenschicht nachgewiesen.
Viele Eigentliche Sackspinnen sind in Wäldern zu finden. Clubiona terrestris besiedelt bevorzugt die Krautschicht der planaren Laubwälder, ist seltener in Nadelwäldern im Kronenbereich oder im Mittelgebirgsraum und gar nicht in Gärten oder Städten zu finden. C. comta scheint weniger wählerisch, wurde aber am häufigsten in Nadelwäldern nachgewiesen und steigt bis in die Mittelgebirge hinauf.
Clubiona trivialis bevorzugt wie auch Clubiona phragmitis feuchte Lebensräume. Clubiona trivialis ist im Gezeitenbereich der Meere, in Dünen und Salzwiesen gefunden worden und ist in Hochmooren, insbesondere in Moorwäldern, stetig und häufig. Außerhalb des Bodenbereiches kommt Clubiona trivialis in allen Schichten vor, selbst in der Kronenschicht der Bäume ist sie relativ häufig (19 % aller Fänge nach Hänggi et al., 1995). Clubiona trivialis steigt bis in die Mittelgebirge auf. Clubiona phragmitis besiedelt ebenfalls den direkten Küstenbereich (Schilfbestände), ansonsten aber fast ausschließlich die Schilfbestände von Feuchtgebieten, voran Niedermoore. Clubiona phragmites ist nur im Flachland und nur in der Krautschicht aus hohen Gräsern zu finden.
Clubiona subsultans besiedelt fast nur Nadelwälder, die sehr seltene Clubiona alpicola ist nur im Hochgebirge zu finden. Hingegen sind beispielsweise Clubiona lutescens und Clubiona neglecta Ubiquisten, die sich auch noch in Kulturbiotopen aufhalten. Nur vereinzelt verirren sich Sackspinnen in die Nähe des Menschen, z. B. tolerieren Clubiona brevipes, Clubiona comta und Clubiona pallidula Höhlen.

## Europäische Arten (Auswahl)
Ausgewählte, in Europa vorkommende Arten mit ihren deutschsprachigen Trivialnamen sind:
- Clubiona alpicola Alpensackspinne
- Clubiona brevipes Kurzbeinige Sackspinne
- Clubiona caerulescens Glänzende Sackspinne
- Clubiona comta Kleine Rindensackspinne
- Clubiona corticalis Große Rindensackspinne
- Clubiona diversa Fahle Sackspinne
- Clubiona frisia Dünensackspinne
- Clubiona frutetorum Spatelsackspinne
- Clubiona germanica Deutsche Sackspinne
- Clubiona juvenis Seggensackspinne
- Clubiona kulczynskii Moorwaldsackspinne
- Clubiona lutescens Gelbglänzende Sackspinne
- Clubiona marmorata Marmorierte Sackspinne
- Clubiona neglecta Kurzkiefer-Sackspinne
- Clubiona norvegica Nordische Sackspinne
- Clubiona pallidula Blasse Sackspinne
- Clubiona phragmitis Schilfsackspinne
- Clubiona pseudoneglecta Langkiefer-Sackspinne
- Clubiona reclusa Riedsackspinne
- Clubiona saxatilis Rotbraune Sackspinne
- Clubiona similis Ufersackspinne
- Clubiona stagnatilis Sumpfsackspinne
- Clubiona subsultans Helle Rindensackspinne
- Clubiona subtilis Zwergsackspinne
- Clubiona terrestris Erdsackspinne
- Clubiona trivialis Gewöhnliche Sackspinne